# Holden VC
Der Holden VC wurde in den Jahren 1980 und 1981 von der australischen GM-Division Holden gefertigt. Es gab ihn als
- Modell Calais und
- Modell Commodore.